# Macaranga loheri
Macaranga loheri là một loài thực vật có hoa trong họ Đại kích. Loài này được Elmer mô tả khoa học đầu tiên năm 1908.